# ヨアキム・ヨハンソン
ヨアキム・ヨハンソン（Joachim Johansson, 1982年7月1日 - ）は、スウェーデン・ルンド出身の男子プロテニス選手。2004年全米オープン男子シングルスベスト4に入り、世界ランキング9位まで到達した選手である。彼には「ピム・ピム」（Pim-Pim）というニックネームがある。身長198cmの長身から繰り出すサービスを最大の武器にしている。ATPツアーでシングルス3勝、ダブルス1勝を挙げた。

## 選手経歴
父親のレイフ・ヨハンソンは、1974年に男子テニス国別対抗戦デビスカップスウェーデン代表選手を務めるほどの実力者だった。 ヨアキムは幼い時から父親にテニスを習い、当時スウェーデンの国民的英雄だったビョルン・ボルグの故郷のセーデルテリエで少年時代を過ごした。彼に「ピム・ピム」という愛称がついたのは、子供の頃に彼の兄と本人が「ヨアキム(Joachim)」という名前を正しく発音できず「ヨアピム(Joa-pim)」と呼ぶ癖がついて、それが定着したからだという。スウェーデンには「ピム・ピム」という名前の菓子もあり、ヨアキム・ヨハンソンはジュニア時代から「ピム・ピム・ヨハンソン」と呼ばれるようになった。2000年に18歳でプロ入りした後、3年間男子テニスツアー下部組織の大会を回り、2003年全豪オープン男子シングルスで4大大会本戦に初出場。この年から、彼はデビスカップスウェーデン代表選手に選ばれた。
2004年、ヨアキムは男子ツアーで目覚ましい躍進を見せ、2月中旬の全米国際インドアテニス選手権決勝でニコラス・キーファーを破り、ツアー初優勝を果たした。その後2004年ウィンブルドン選手権男子シングルスで初の4回戦に勝ち進み、アテネ五輪にもスウェーデン代表として出場する。オリンピックでは、シングルス2回戦でイワン・リュビチッチに敗れた。2004年全米オープンでは第28シードとして出場・躍進し、準々決勝で前年度優勝者のアンディ・ロディックを6-4, 6-4, 3-6, 2-6, 6-4で破り、ロディックの全米連覇を阻止する勝利を挙げた。続く準決勝ではレイトン・ヒューイットに4-6, 5-7, 3-6で敗れた。こうして、ヨアキムは1年間で世界ランキングを95位から11位に上げ、ATP最も上達した選手賞を受賞した。
2005年、ヨアキムは1月のネクストジェネレーション・アデレード国際と2月のオープン13で優勝し、2月14日付で世界ランク9位となった。全豪オープン4回戦で、ヨアキムがアンドレ・アガシから51本ものサービスエースを奪いながらも、結局セットカウント1-3で敗れた試合は語り草になっている。 ところが、世界トップ選手の仲間入りを果たしてすぐに、彼は右肩の故障を抱えるようになる。ウィンブルドン選手権3回戦でフェルナンド・ゴンサレスに敗れた後、直後の地元開催のスウェーデン・オープンに出場し、ヨナス・ビョルクマンと組んだダブルスで優勝した。これが彼の唯一のダブルスのタイトルである。スウェーデン・オープン終了後、ヨハンソンは右肩の手術を受け、2005年後半の試合に出場できなくなった。手術後の経過が思わしくなく、その後も度重なる故障と病気に悩み、2004年の好調時のようなテニスを取り戻すことができなかった。
2007年1月、ヨアキムに一時復調の兆しが見えた試合があった。2年前の2005年に優勝した年頭のネクストジェネレーション・アデレード国際で、彼は当時19歳のノバク・ジョコビッチとの準決勝まで勝ち進んだ。しかし、すぐ後の全豪オープンは1回戦の第1セットで、2ゲームだけで途中棄権に追い込まれる。同年10月の地元開催のストックホルム・オープンが、当年度の最後の試合出場になった。度重なる故障や病気から回復できず、2008年2月に現役引退会見を開いた。
引退会見の後、ヨアキムはジュニア選手のコーチなどに携わりながらリハビリに励んでいた。10月のストックホルム・オープンにて、当初出場予定だったロジャー・フェデラーが欠場したため、その代役として急遽出場することになる。ヨアキムにとっては、前年の同大会以来ちょうど1年ぶりのツアー出場だった。この大会では、1回戦でニコラ・マユに7-5, 7-6で勝った後、2回戦で第1シードのダビド・ナルバンディアンに3-6, 2-6で敗れた。その後も本格復帰には至っていないが、2009年以降もエキシビジョン大会やチャレンジャー大会に出場するなど断続的なツアー参加を行った。
デビスカップ2011ワールドグループ1回戦対デビスカップロシア代表戦に出場し、ティムラズ・ガバシュビリを6-3, 7-6(4), 6-4で破りチームの勝利に貢献した。しかし、2011年3月18日に28歳で2度目の現役引退を発表した。
2013年10月、2年半ぶりに現役復帰し地元のストックホルム・オープンのシングルス予選に主催者推薦で出場した。予選3試合を勝ち上がり1回戦でアレハンドロ・ファジャを6-1, 6-3で破り2回戦でミロシュ・ラオニッチに2-6, 6-7(3)で敗れた。

## ATPツアー決勝進出結果

### シングルス: 3回 (3勝0敗)
| 大会グレード                                  |
| グランドスラム (0-0)                          |
| テニス・マスターズ・カップ (0-0)              |
| ATPマスターズシリーズ (0-0)                   |
| ATPインターナショナルシリーズ・ゴールド (1-0) |
| ATPインターナショナルシリーズ (2-0)           |

| サーフェス別タイトル |
| ハード (1-2)         |
| クレー (0-0)         |
| 芝 (0-0)             |
| カーペット (0-0)     |

| 結果 | No. | 決勝日        | 大会       | サーフェス    | 対戦相手             | スコア   |
| ---- | --- | ------------- | ---------- | ------------- | -------------------- | -------- |
| 優勝 | 1.  | 2004年2月16日 | メンフィス | ハード (室内) | ニコラス・キーファー | 7–6, 6–3 |
| 優勝 | 2.  | 2005年1月3日  | アデレード | ハード        | テーラー・デント     | 7–5, 6–3 |
| 優勝 | 3.  | 2005年2月7日  | マルセイユ | ハード (室内) | イワン・リュビチッチ | 7–5, 6–4 |

### ダブルス: 2回 (1勝1敗)
| 結果   | No. | 決勝日        | 大会         | サーフェス | パートナー           | 対戦相手                                | スコア           |
| ------ | --- | ------------- | ------------ | ---------- | -------------------- | --------------------------------------- | ---------------- |
| 優勝   | 1.  | 2005年7月11日 | ボースタード | クレー     | ヨナス・ビョルクマン | ホセ・アカスソ セバスティアン・プリエト | 6–2, 6–3         |
| 準優勝 | 1.  | 2006年6月12日 | ハーレ       | 芝         | マラト・サフィン     | ロジャー・フェデラー イブ・アレグロ     | 5–7, 6–7(6), 3–6 |

## 4大大会シングルス成績
略語の説明
| W | F | SF | QF | #R | RR | Q# | LQ | A | Z# | PO | G | S | B | NMS | P | NH |

W=優勝, F=準優勝, SF=ベスト4, QF=ベスト8, #R=#回戦敗退, RR=ラウンドロビン敗退, Q#=予選#回戦敗退, LQ=予選敗退, A=大会不参加, Z#=デビスカップ/BJKカップ地域ゾーン, PO=デビスカップ/BJKカッププレーオフ, G=オリンピック金メダル, S=オリンピック銀メダル, B=オリンピック銅メダル, NMS=マスターズシリーズから降格, P=開催延期, NH=開催なし.
| 大会           | 2003 | 2004 | 2005 | 2006 | 2007 | 通算成績 |
| -------------- | ---- | ---- | ---- | ---- | ---- | -------- |
| 全豪オープン   | 1R   | 3R   | 4R   | A    | 1R   | 5–4      |
| 全仏オープン   | LQ   | 1R   | A    | A    | A    | 0–1      |
| ウィンブルドン | LQ   | 4R   | 3R   | A    | A    | 5–2      |
| 全米オープン   | 1R   | SF   | A    | A    | A    | 5–2      |